# Марко Живковић
Марко Живковић (Смедерево, 17. мај 1994) српски је фудбалер. Игра на позицији десног бека, а тренутно наступа за Партизан.

## Каријера
Живковић је прошао млађе категорије Партизана, а као сениорски фудбалер је дебитовао у екипи Телеоптика. Првом тиму Партизана је прикључен током зимских припрема у сезони 2012/13, док је тренер био Владимир Вермезовић. Први професионални уговор са Партизаном је потписао 8. фебруара 2013. године. Дебитовао је за „црно-беле” 22. маја 2013, у претпоследњем колу такмичарске 2012/13, на гостовању екипи Смедерева. Наступио је затим и у последњем колу, на прослави титуле, када је у Београду савладан суботички Спартак. Провео је и први део сезоне 2013/14. у Партизану, након чега је у зимском прелазном року прешао у новосадску Војводину, са којом је потписао двоипогодишњи уговор. Са Војводином је освојио Куп Србије за сезону 2013/14. Играч новосадског клуба је био и током првог дела сезоне 2014/15, да би у зимском прелазном року прешао у литванску Судуву. У фебруару 2016. године је прешао у словачког прволигаша Дунајску Стреду. У јануару 2019. се вратио у српски фудбал и потписао за Раднички из Ниша, да би лета исте године прешао у Вождовац. Након годину и по дана у Вождовцу, Живковић се вратио у Партизан, са којим је 13. јануара 2021. потписао двоипогодишњи уговор.

## Успеси
Партизан
- Суперлига Србије (1) : 2012/13.

Војводина
- Куп Србије (1) : 2013/14.